# Barolo
Barolo je italijansko vino za koga mnogi kažu da je „vino kraljeva i kralj vina“. Proizvodi se u provinciji Kuneo, u jugozapadnoj Albi u Pijemonteu.
Barolo je zapravo selo po kome je vino dobilo ime. Zajedno sa svojim komšijom Barbaresko, daju jedna od najkvalitetnijih vina koja se prave od sorte grožđa Nebiolo, nastao od reci nebia (magla). Piemonte je na severu Italije na završetku Alpa, sa vinogradima u kotlinama koji često budu u jutarnjoj magli. Otuda je i ime grožđu.